# Granön (vid Horslök, Lovisa)
Granön är en ö i Finland. Den ligger i Finska viken och i kommunen Lovisa i landskapet Nyland, i den södra delen av landet. Ön ligger omkring 58 kilometer öster om Helsingfors.
Öns area är 52,8 hektar och dess största längd är 1 kilometer i nord-sydlig riktning.